# 艾氏大耳蝠属
艾氏大耳蝠属（学名：Idionycteris），是哺乳綱、翼手目、蝙蝠科的一屬哺乳動物。

## 下属物种
- 艾氏大耳蝠 - Idionycteris phyllotis (Allen's big-eared bat)